# Джума-мечеть (Бузовна)
Джума-мечеть Али ибн Абу Талиба (азерб. Buzovna Cümə məscidi ) — джума-мечеть в посёлке Бузовна, Хазарского района, города Баку, Азербайджан.

## История
Строительство джума-мечети в Бузовна началось в 1896 году и продолжалось до 1900 года. В 1918 году строительные работы были возобновлены, однако строительство так и не завершилось. Зодчими мечети были жители Бузовна — зодчий Юсиф, мастера Халык, Керим и Гюльхасан. В мечети справа и слева от мехраба в виде медальонов сделана надпись на арабском языке: «Аллах, Мохаммед, Али, Фатима, Хасан, Гуссейн».
После установления советской власти в Азербайджане здание мечети использовалось в качестве склада и магазина.
В 2007 году жители Бузовны обратились к президенту Фонда Гейдара Алиева Мехрибан Алиевой с просьбой о завершении строительных работ. В рамках проекта Фонда Гейдара Алиева «Азербайджан — адрес толерантности» в феврале того же года начались работы по реконструкции и были завершены в ближайшее время, а мечеть была введена в эксплуатацию 19 декабря 2009 года. На открытии мечети присутствовали Президент Азербайджана Ильхам Алиев и его жена Мехрибан Алиева.
При мечети функционирует зарегистрированная религиозная община.

## Архитектура
Мечеть построена из монолита, фасад украшен каменными плитами с арабскими надписями. Площадь мечети 500 м². Высота мечети 28 метров, купола — 12 метров. В мечети имеются также подсобное помещение и административное здание, места совершения ритуальных омовений для мужчин и женщин. В мечети одновременно могут молиться 500 человек. Здесь созданы отдельные молельни для женщин и мужчин. На первом этаже молятся мужчины, на втором — женщины.

## Галерея

Пятничная мечеть Али ибн Абу Талиба
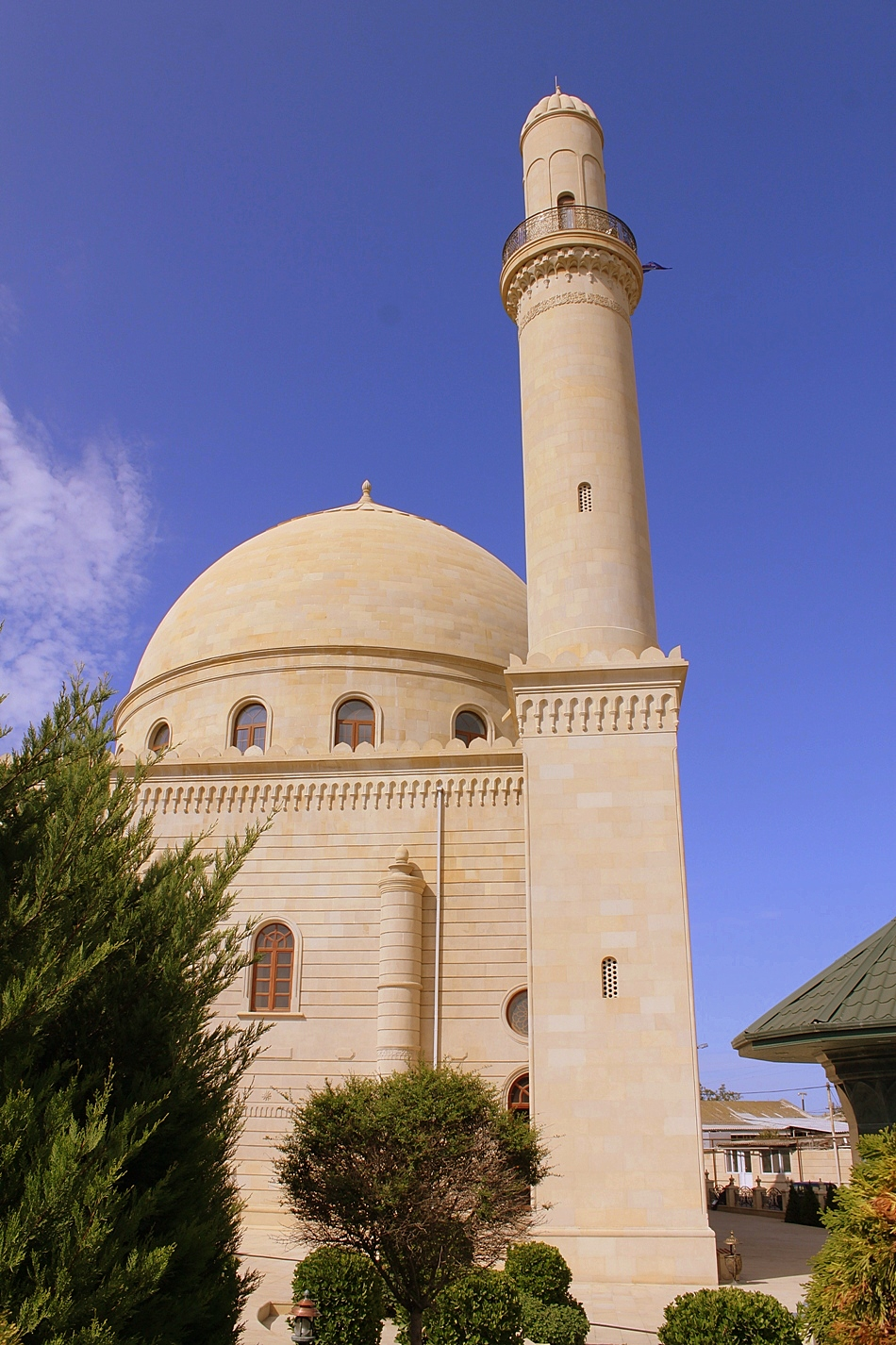
Экстерьер мечети после реставрации
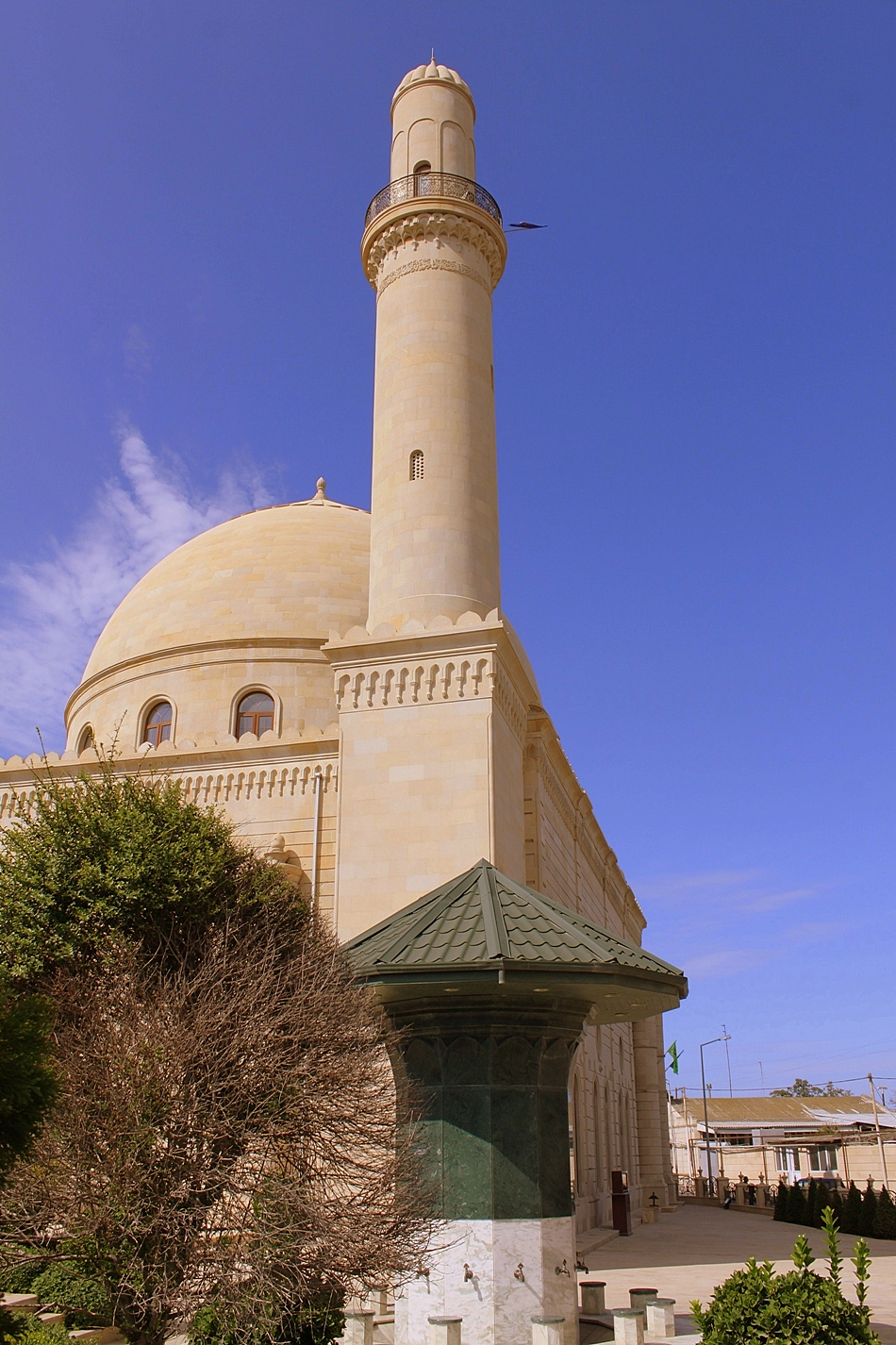
Экстерьер мечети после реставрации
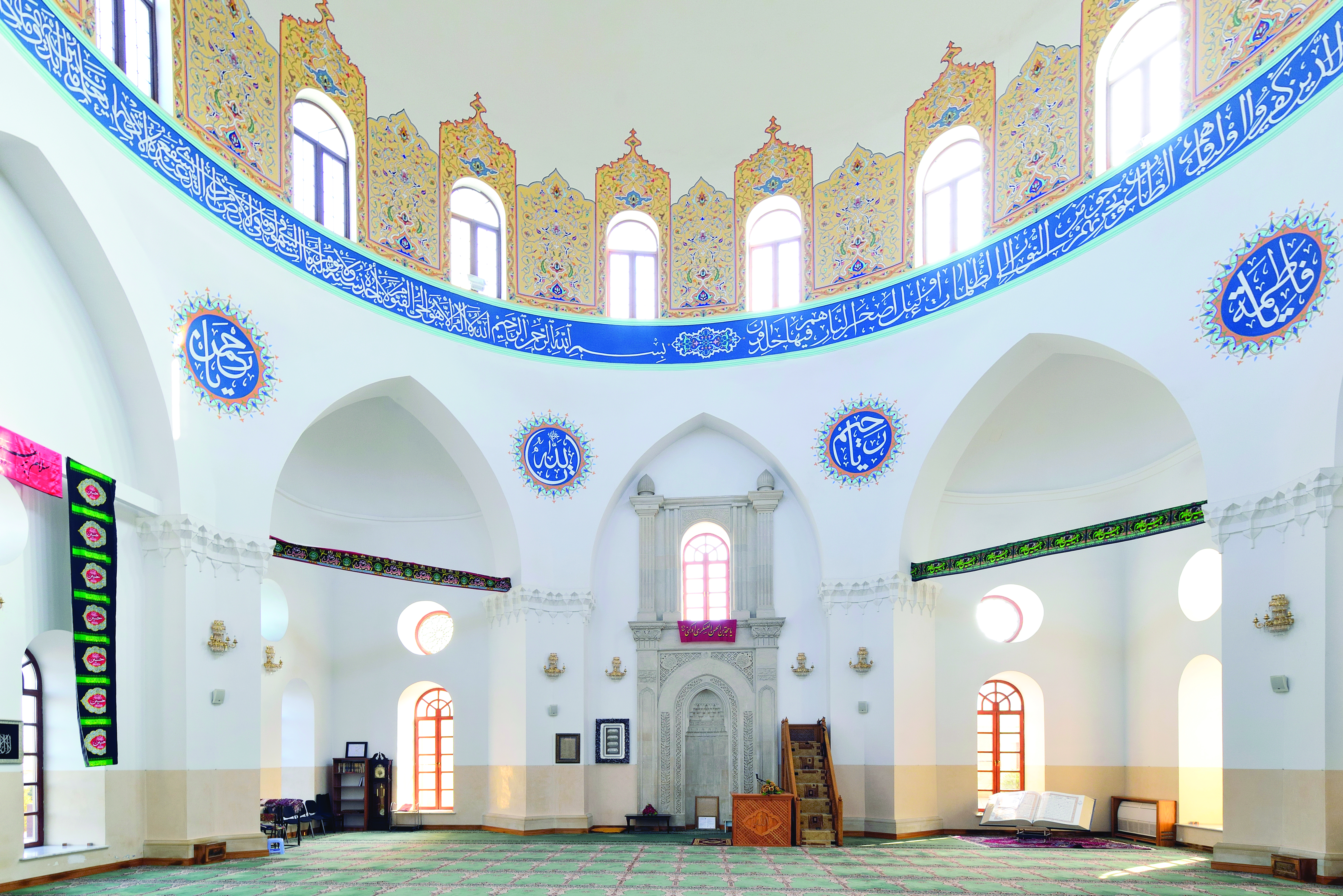
Интерьер мечети